# Modelismo naval

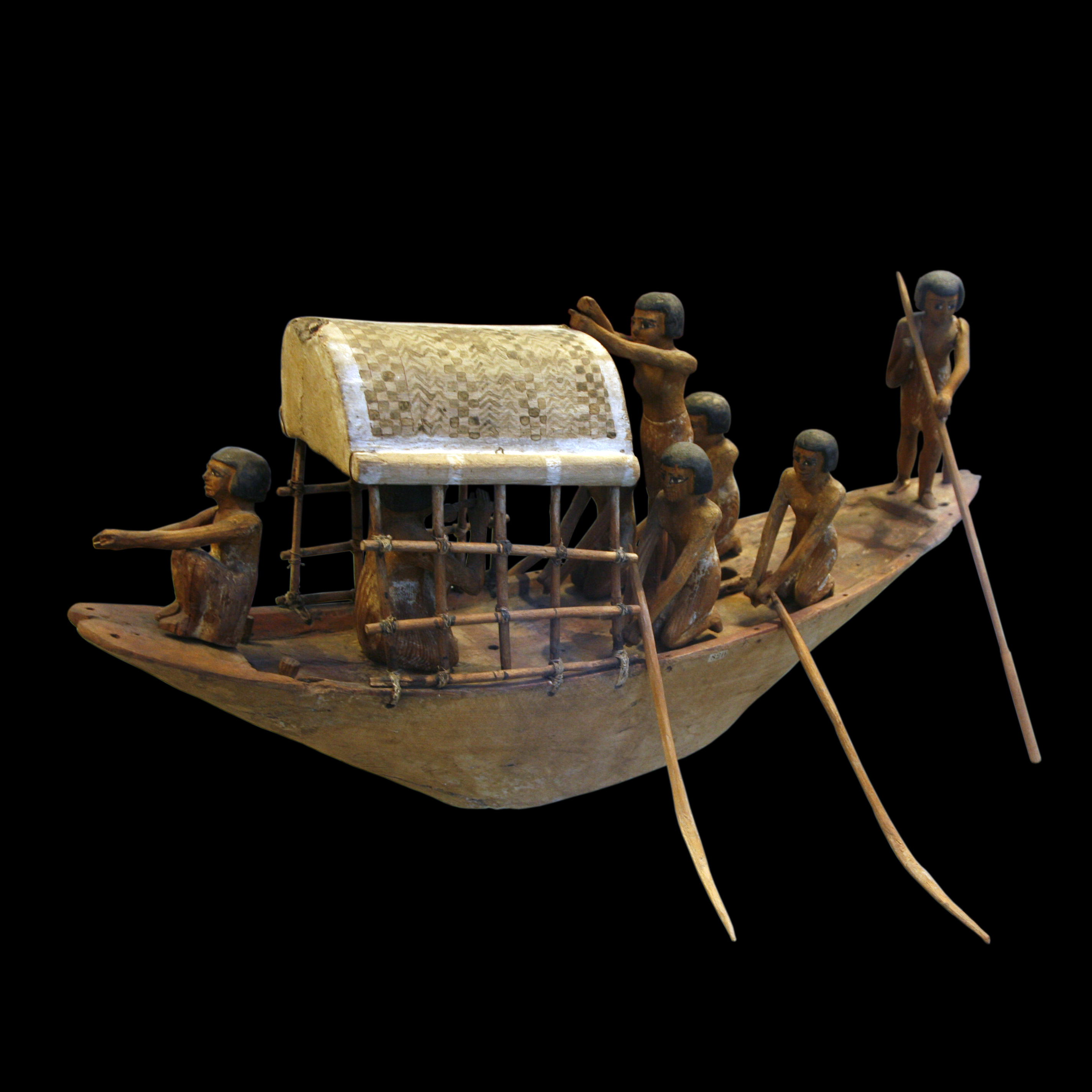
Barco a escala de una tumba Egipcia datado 2000 AC

El Modelismo naval consiste en la construcción de modelos de barcos a escala, existiendo dos grandes corrientes; una de modelismo estático, y otra  de modelismo navegable.
Los inicios del modelismo en general se remontan a muchos miles de años atrás, desde que el hombre primitivo empezó a crear réplicas de animales y plantas de su entorno. En Egipto se encontraron representaciones de barcos egipcios que datan del año 2000 AC.

## Escalas
La escala representa las veces en la que el barco real es dividido para su creación, es decir, si el barco real mide 250 metros y la escala es 1:1000 corresponde dividir los 250 metros del barco entre 1000, lo cual da una medida de 25 centímetros, es decir, que un modelo en escala 1:1000 de un barco de 250 metros mide 25 centímetros. Las escalas más comunes son 1:350 o 1:400 para barcos más grandes y 1:700 para barcos pequeños.

## Modelismo estático
Este tipo de modelo pretende realizar un modelo reducido lo más parecido posible a una nave real, existente o que haya existido, pero tratando de conseguir la mayor fidelidad posible con respecto al original.
Existen básicamente 2 formas de representar el barco a escala, a casco completo (fullhull) o en línea de navegación (waterline). En la primera aparece el modelo completo, tanto la obra muerta de la nave (lo que se encuentra sobre la línea de flotación) como la obra viva (casco sumergido con hélices y timón). En este caso es común sostener el navío con algún tipo de base o pedestal. Para las presentaciones waterline normalmente se opta por crear una base que simule el mar con lo cual se produce un diorama (representación de una escena).
El Modelismo Estático es básicamente de exhibición, tanto en colecciones personales como en museos. Al no ser modelos que serán navegables, pueden tener más nivel de detalle ya que no sufrirán los daños propios de su uso. Muchas partes de estos modelos, como cableados, barandas y otras pequeñas piezas son muy frágiles por lo que su manipulación sin cuidado puede estropearlos. No son juguetes, por lo tanto no están diseñados para su uso como tales.
El modelismo estático, por lo general, requiere de piezas creadas de diversos materiales por el modelista o adquiridas en un kit, además de pegamentos, pinceles y pinturas.

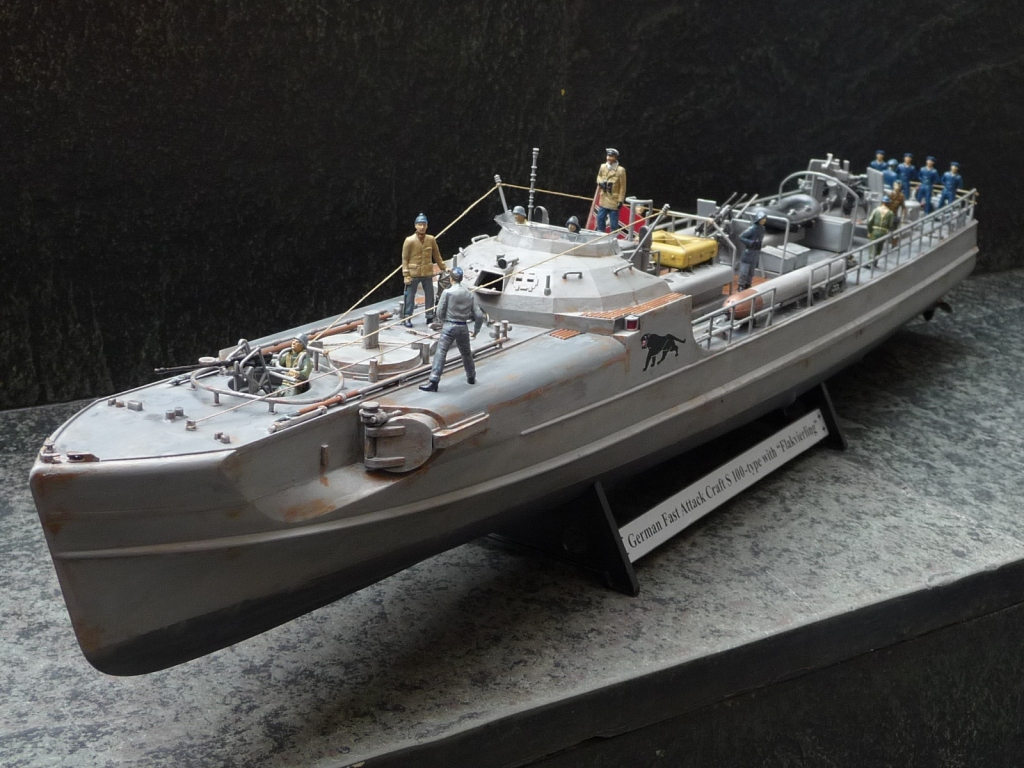
Lancha torpedera S-304 en versión casco completo.
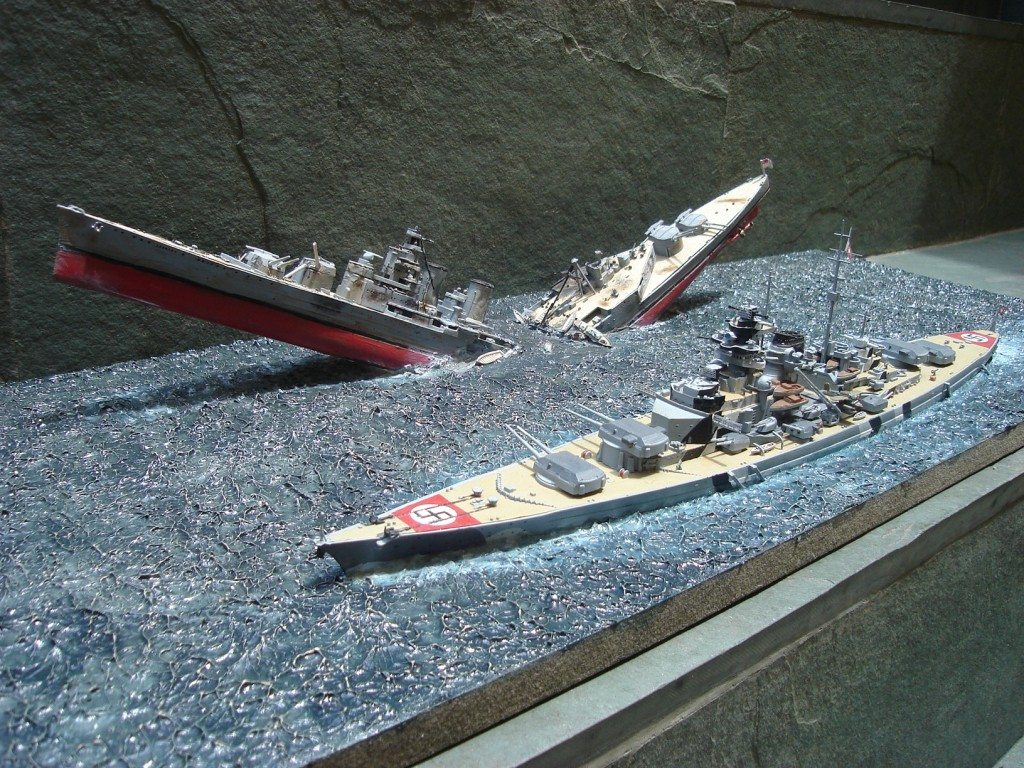
Acorazado Bismarck en versión línea de flotación.

## Modelismo Navegable

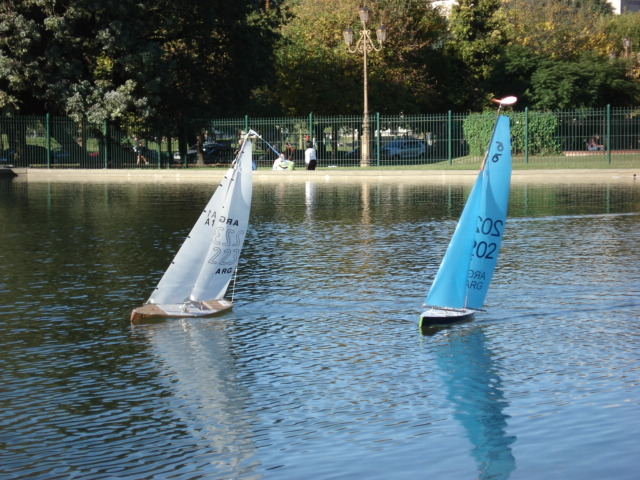
Veleros a radio control.

Prima la posibilidad de navegar del modelo, aunque en segundo plano, también se le añaden toda clase de detalles realísticos. En modelos navegables se llega incluso a crear lanzaderas de misiles con petardos representando los proyectiles, radares y cañones móviles o chimeneas que expulsan vapor.
En el maquetismo navegable se puede optar por dos tipos; el que viene fabricado, tales como las lanchas rápidas, que pueden ser adquiridas en tiendas de juguetes. También está el caso de los barcos, lanchas y veleros que pueden ser fabricados, la mayoría de los que se hacen, suelen ser de diseño propio, y en madera, adicionalmente el usuario suele introducirles el equipamiento necesario para que puedan navegar. 
Adicionalmente, están los kits de preparación de barcos, que vienen listos para que las piezas sean montadas.

## Materiales
El material más difundido en el modelismo naval es el plástico inyectado. Los fabricantes ofrecen kits en cajas conteniendo planchas de plástico con piezas desglosables las cuales generalmente se entregan sin pintar y en color base gris claro. La asociación internacional que agrupa a este tipo de modelismo es la IPMS.
La madera se usa generalmente para crear modelos de barcos de vela fabricados en la realidad en madera como el galeón o el navío. Se pueden construir a partir de kits de fabricantes o bien partiendo de planos distribuidos por fabricantes o museos y creando uno mismo las piezas de madera de manera artesanal. Se complementan los modelos con piezas de latón, fundición u otros metales para cañones, mascarones de proa o decoraciones de popa. El modelismo en madera es uno de los más admirados por el público en general por la complejidad del trabajo y la vistosidad de las velas y jarcias.
Otro material que es usado es el papel, los diseñadores hacen las piezas de los barcos en papel a manera de planos pero con la ventaja de que ya vienen en color para recortar, doblar y pegar. Si bien la mayoría de modelos terminados no obtiene un nivel de presentación superior a los materiales antes mencionados si existen algunas firmas como GPM que producen estos papermodels con un nivel de detalle extraordinario, incluso logrando superar al plástico y la madera pero están diseñados para modelistas de papel expertos. El punto fuerte del modelismo en papel es el bajo costo de los kits, encontrándose muchos gratuitos en Internet como por ejemplo los de la firma Total Navy. [cita requerida]
Uno de los países con mayor producción y difusión de los papermodels es Polonia, que durante años posguerras tuvo restricciones en el uso del plástico, por lo que la creatividad de los modelistas polacos logró evolucionar este tipo de modelismo. Otro tipo de materiales usados son los cerillos de fósforos, resina y poliestireno. 
El llamado Scratchbuild es considerado uno de los retos más desafiantes en el modelismo naval ya que no parte de piezas prefabricadas sino que usa todo tipo de materiales como fibra de vidrio o láminas de plástico, además de metal, alambre, etc. A diferencia de la madera que representa generalmente barcos que eran de ese material, el scratchbuild representa navíos de acero.
Para aumentar el detalle de los barcos a escala se cuenta con calcas, banderas y piezas de foto grabados (photoetched) que son láminas de metal con piezas forjadas en ese material con más nivel de detalle que las de plástico.

## Colecciones

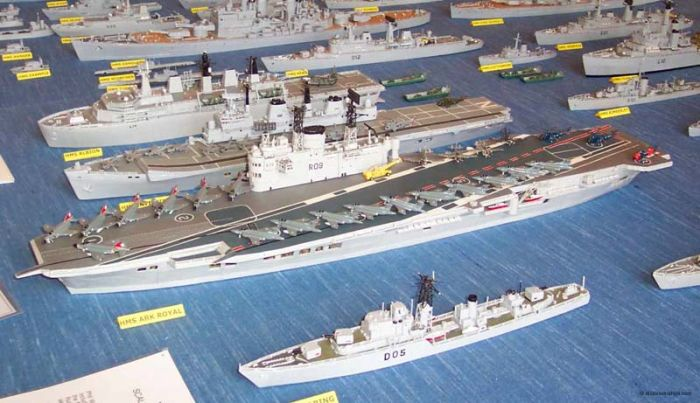
Colección de Philip Warren.

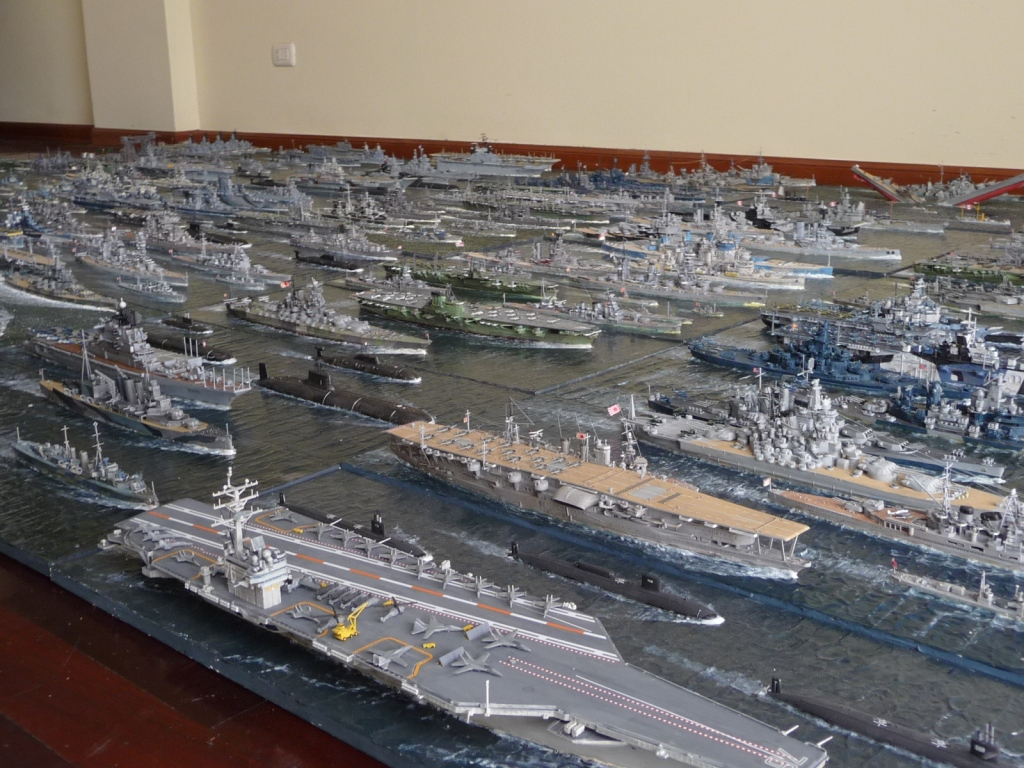
Colección de Erick Navas.

En casi todos los museos navales del mundo se encuentran colecciones de barcos a escala, existiendo también colecciones privadas de coleccionistas que compran los barcos hechos por otros modelistas. A nivel mundial hay 2 colecciones creadas por modelistas que destacan:
- Philip Warren, modelista inglés que en 65 años ha hecho 432 barcos en escala 1:300 principalmente de la Royal Navy basándose en cerillos de fósforos.[1]
- Erick Navas modelista peruano que en 20 años ha hecho 800 barcos de guerra a escala, la mayoría de plástico aunque también con otros materiales.[cita requerida]

## Galería de modelos

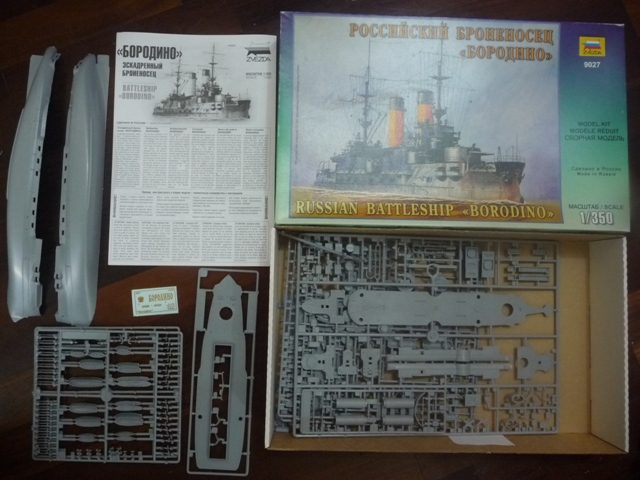
Kit de plástico del acorazado Borodino.
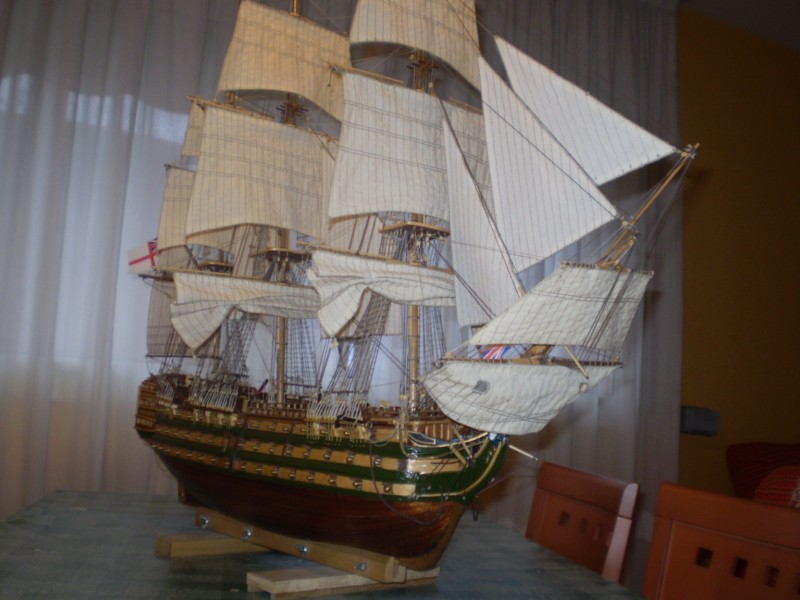
Navío Victory en madera.
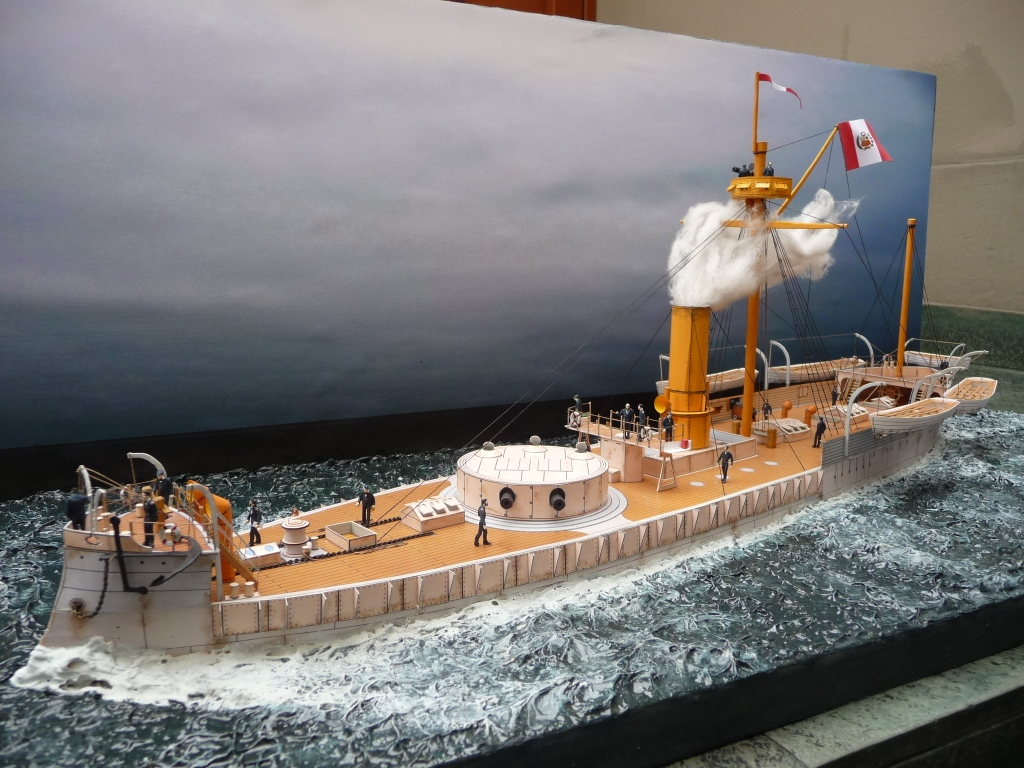
Monitor Huascar de papel
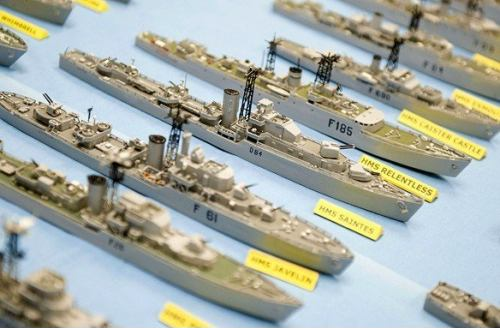
Barcos hechos con cerillos de fósforos
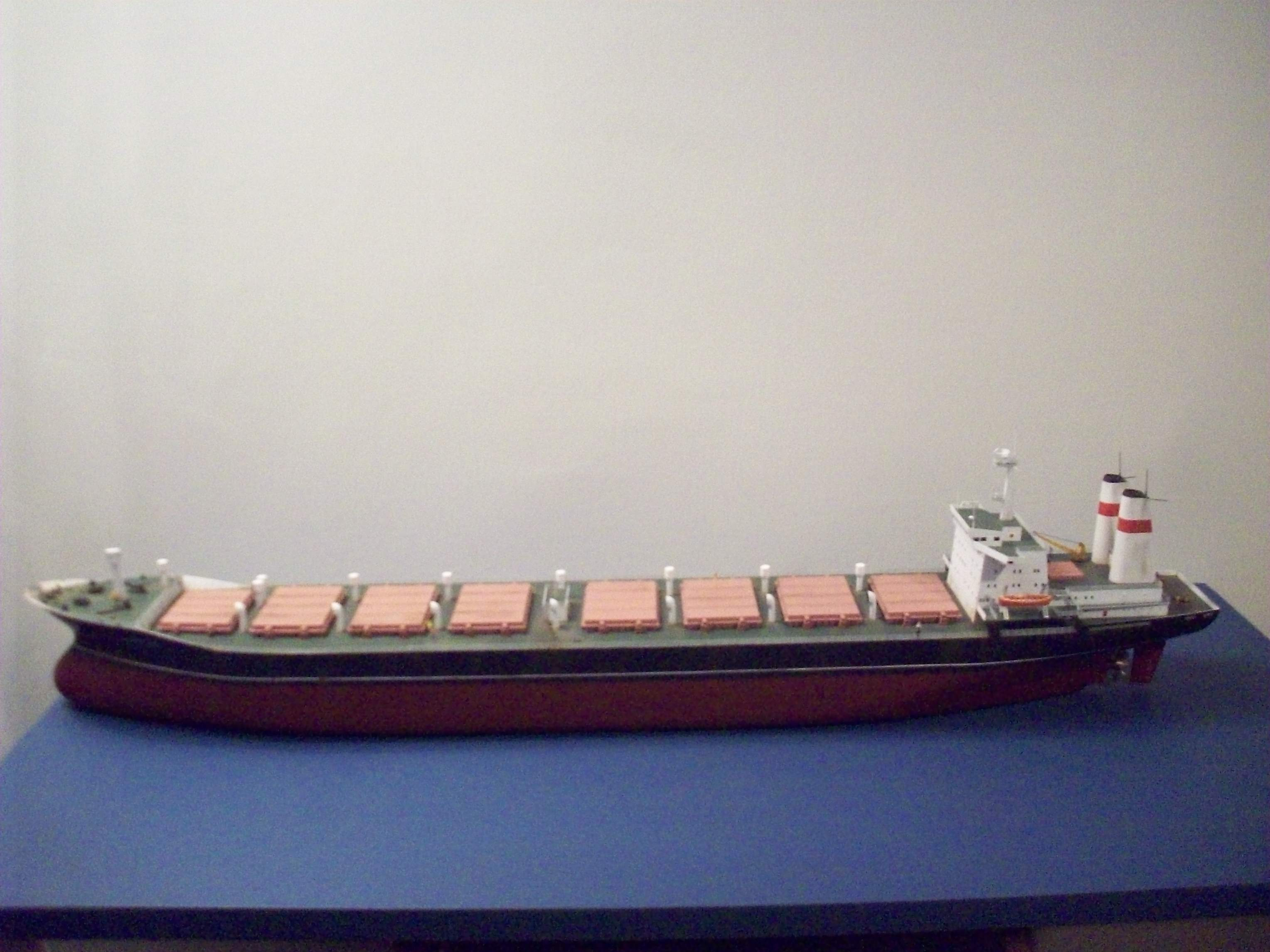
Granelero Zoya Kosmodemianskaya en scratchbuild